# Neue Literatur

Neue Literatur (în traducere Noua literatură) a fost o revistă în limba germană, destinată minorității germane din România.
Inițial, revista a apărut în august 1949 sub titlul Banater Schrifttum (Literatura bănățeană), fiind publicată de filiala din Timișoara a Uniunii Scriitorilor din Republica Populară Română, sub formă de anuar. Al doilea număr a apărut în ianuarie 1951, iar al treilea, cu titulatura de „almanah”, în octombrie 1951.
Abia din 1956 publicația s-a numit Neue Literatur. Din acest moment, apariția a fost trimestrială.
La sfârșitul anului 1958 redacția a fost mutată la București. Din 1960 s-au publicat șase numere pe an, iar din 1968 s-au publicat 12, revista devenind cu apariție lunară.
La sfârșitul anilor 1960 avea un tiraj de 2.500 de exemplare. 
Scopurile revistei erau sprijinirea literaturii de limbă germană din România și prezentarea noilor apariții din literatura română și chiar străină, cu accent pe spațiul lingvistic german.
În 1965 a apărut un număr dedicat lui Franz Kafka, iar în 1968 numere de prezentare a lui Tristan Tzara și Guillaume Apollinaire.
Au fost sprijiniți tineri scriitori din Aktionsgruppe Banat (Grupul de Acțiune Banat). 
Primele poezii ale lui Alwin Zweyer au apărut la sfârșitul anilor 1960, în Neue Literatur, încurajat fiind de Dieter Schlesak și Oskar Pastior. În revista Neue Literatur au debutat și Klaus Kessler (în 1970 cu proză și poezii), William Totok (în 1970 cu poezii) și Hellmut Seiler (în 1972, cu versuri).
Între 1973 și 1989, scriitorul Peter Motzan a publicat în Neue Literatur o serie de studii privitoare la literatura de limba germană din România. 
În 1975 , în mai multe numere, a fost prezentată noua generație de poeți din Republica Democrată Germană, cu numeroase exemplificări din creația acestora.
Tirajul revistei „Neue Literatur", vândut în țară, se ridica la circa 3.000 exemplare. Câteva sute se trimiteau în străinătate.
La începuturile sale, revista „Neue Literatur" era considerată, de la Zürich la Berlin, ca una din cele mai interesante reviste de limba germană a zilelor noastre. 
În anii '80, ca și celelalte publicații de limbă germană din România, revista „Neue Literatur" a pierdut din nivelul și deschiderea anterioare.
În afară de redactorii revistei, la scrierea revistei contribuiau și colaboratori externi. 

La Neue Literatur au lucrat: Emmerich Stoffel (redactor șef 1957-1984), Arnold Hauser (redactor șef adj. 1960-1984, redactor șef 1985-1988), Claus Stephani (redactor 1967-1984, 1985-1990 redactor-șef adjunct). Ca redactori au lucrat: Paul Schuster, Dieter Schlesak (1959 - 1969), Helga Reiter, Anemone Latzina, Gerhardt Csejka, Elisabeth Axmann, Christa Richter, Herbert Gruenwald, Horst Samson (1984 - 1987), Grete Tartler (1987-1991), Helmut Britz (1985–1993), care din 1990 a fost redactor-șef. 
După ce a emigrat în Germania (1986), Gerhardt Csejka, fost redactor al revistei Neue Literatur din România, a publicat în perioada 1992-1999, în Germania o revistă care purta tot titlul Neue Literatur (serie nouă), ca forum german al literaturilor est și sud-est europene. 
În numărul special (Nr. 1/1998) al revistei Neue Literatur, editată de G. Csejka, au fost publicate portretele unor scriitori români ca Ștefan Agopian, Nora Iuga, Ioan Groșan, Viorel Marineasa, Mircea Dinescu, Daniel Vighi, Caius Dobrescu și Horia-Roman Patapievici, cât și fragmente din operele lor.